# Deqo Nuh Yunis Abdi
Deqo Nuh Yunis Abdi, somaliskt namn Abwaan Nuux Yoonis, född 1994 i Hargeisa, Somalia, är en somalisk poet. Deqo Nuh har mottagit flera priser för sina dikter, som ofta har som mål att engagera ungdomar till att förbättra samhället.

## Tidigt liv
Deqo Nush föddes 1994 i den somaliska staden Hargeisa, där hon är uppvuxen och fortfarande bor. Hon avslutade sina grundskolestudier 2010, och fortsatte på den somaliska motsvarigheten till gymnasium mellan 2011 och 2016. Därefter har hon påbörjat kandidatstudier i sociologi vid Gollis universitet, ett privat universitet i Hargeisa.

## Karriär som poet
Deqo Nuh började skriva poesi vid nitton års ålder. Den första dikten, som skrevs år 2013, var en hyllning till den somaliske poeten Gaariye som då precis hade dött. Sedan dess har hon skrivit över femtio dikter, vunnit flera poesitävlingar och mottagit ett antal priser. År 2013 deltog hon i tre poesitävlingar och vann alla. I en av tävlingarna reciterade hon en dikt om de negativa effekter som informell migration har på ungdomar i Somalia. Arrangören för tävlingen var en förening för kulturutövare, Hal-qor. År 2014 vann hon ytterligare en poesitävling för ungdomar, en tävling som anordnades av Somalilands forskningsinstitut. Hon har även mottagit BBC Somalias pris för kvinnor under 35.
Hon är en av Somalias yngsta kulturutövare. Flera av hennes dikter har som mål att engagera ungdomar till att förbättra samhället.